# شماره ۴ همیلتن پلیس
شمارهٔ ۴ همیلتون پلیس (به انگلیسی: 4 Hamilton Place) یک بنای فهرست شدهٔ درجهٔ ۲ در می‌فر لندن است. این ساختمان به عنوان محل برگزاری کنفرانس و جشن عروسی به کار می‌رود. این ساختمان در شمال شرقی هاید پارک کرنر واقع است و نزدیک‌ترین محل دسترسی به آن ایستگاه متروی هاید پارک کرنر است. از سال ۱۹۳۹ این بنا دفتر مرکزی انجمن مکانیک پرواز پادشاهی بریتانیا بوده است. این محل گردهمایی همچنین بخشی از مجموعهٔ وست‌مینستر و یکی از زیباترین محل‌های گردهمایی در وست‌مینستر است.